# Appias albina
Appias albina är en fjärilsart som först beskrevs av Jean Baptiste Boisduval 1836.  Appias albina ingår i släktet Appias och familjen vitfjärilar. Inga underarter finns listade i Catalogue of Life.

## Bildgalleri

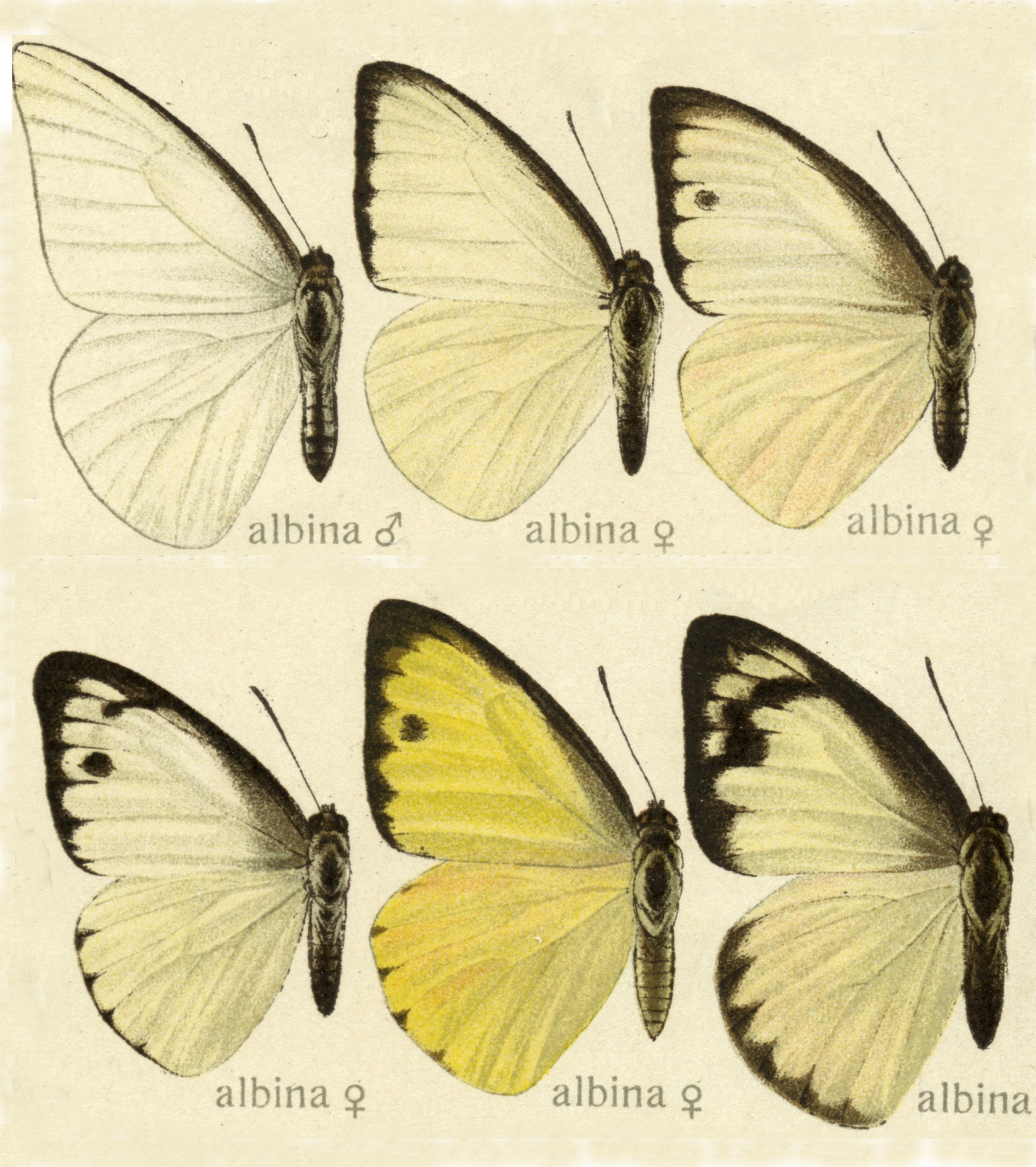
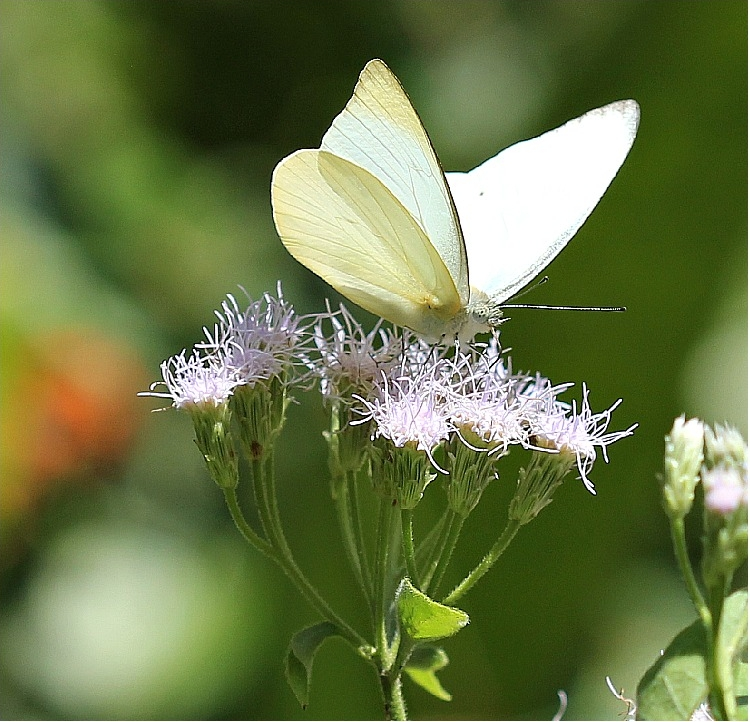
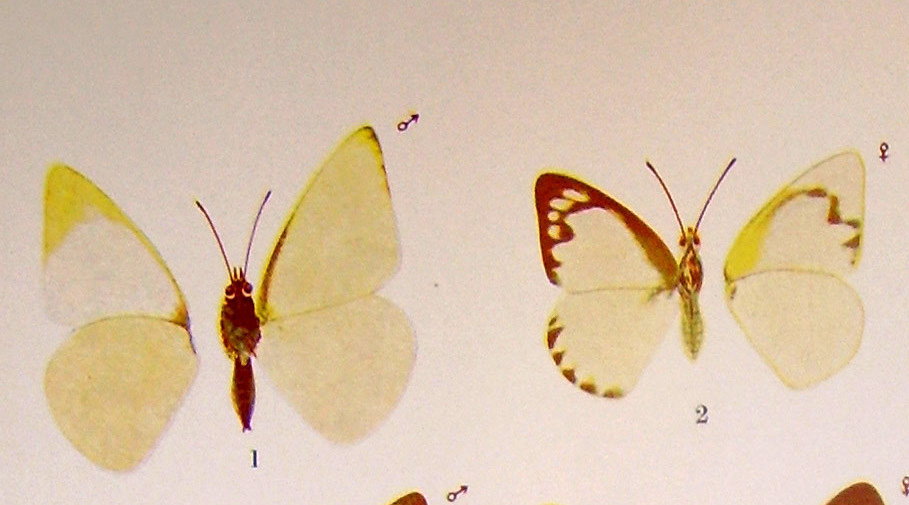